# 伊藤琉偉
伊藤 琉偉（いとう りゅうい、2002年9月11日 - ）は、群馬県高崎市出身のプロ野球選手（内野手）。右投右打。東京ヤクルトスワローズ所属。

## 経歴

### プロ入り前
高崎市立矢中小学校で5年生の時に、兄の影響で矢中ビクトリーで軟式野球を始める。高崎市立矢中中学校在学時は硬式野球のクラブチームである高崎中央ボーイズでプレーしていた。
東京農業大学第二高等学校に進学し、1年夏からベンチ入りして中軸を務めた。高校時代は甲子園大会出場はなく、3年時は新型コロナウイルスの影響で春夏の公式戦がすべて中止となった。
高校卒業後は東京農業大学へ進学。硬式野球部では1年春からリーグ戦に出場していたが、学業面で単位が足りず留年。再び単位が足らなくなり、2023年3月に退学した。
プレーする環境がなくなったこともあり約3か月の間野球から離れ、居酒屋での接客アルバイトに従事していた。野球を辞めることも考えていたが、兄の草野球チームに誘われて数試合に出場し、再び野球への意欲が芽生えた。その後中学時代プレーしていた高崎中央ボーイズの監督の勧めで、2023年5月2日にベースボール・チャレンジ・リーグの新潟アルビレックス・ベースボール・クラブへ練習生として入団した。

### BC新潟時代
練習生として加入後、2023年5月31日に選手登録された。シーズン途中の加入ながら順応し、8・9月の月間MVPを受賞するなどの活躍で、最終的に41試合に出場して打率.336、4本塁打、32打点を記録した。また、9月には横浜DeNAベイスターズ二軍との交流戦にBCリーグ選抜として出場し、「1番・二塁手」で先発して3安打を記録した。その後、10月26日に開催されたドラフト会議にて、東京ヤクルトスワローズから5位指名を受けた。新潟からの支配下指名は2018年の知野直人以来2人目で、同球団史上最高順位での指名となった。11月22日、ヤクルトと仮契約を結び、背番号は67に決まった。契約金と年俸は伊藤の希望により非公表。

### ヤクルト時代
2025年4月20日の読売ジャイアンツ戦で中川皓太からプロ初安打（右前安打）、さらに10回裏に戸田懐生からプロ初のサヨナラ適時打を記録した。

## 選手としての特徴
本職の守備位置は遊撃で、50m走6秒の俊足を生かした軽快なフットワークの広い守備範囲と送球の正確な遠投110mの強肩を武器とする。また、外野を守ることもできる。新潟所属時代、監督の橋上秀樹は「BCリーグで1番のショート」と評し、ヤクルトのスカウトグループデスク・橿渕聡は「一番評価したのは守備力で、一軍でも頑張れる能力がある」と話している。また、しぶとい打撃も持ち味。

## 人物
人前で話すことが苦手。ヤクルトとの仮契約の会見ではスカウトグループデスクの橿渕にアシストをもらいながらこなす形となった。
幼少期は野球以外にサッカーもプレーしており、2023年時点でもリフティングを「多分100は出来る」と語るほどの技術を持っている。

## 詳細情報

### 年度別打撃成績
| 年 度     | 球 団     | 試 合 | 打 席 | 打 数 | 得 点 | 安 打 | 二 塁 打 | 三 塁 打 | 本 塁 打 | 塁 打 | 打 点 | 盗 塁 | 盗 塁 死 | 犠 打 | 犠 飛 | 四 球 | 敬 遠 | 死 球 | 三 振 | 併 殺 打 | 打 率 | 出 塁 率 | 長 打 率 | O P S |
| --------- | --------- | ----- | ----- | ----- | ----- | ----- | -------- | -------- | -------- | ----- | ----- | ----- | -------- | ----- | ----- | ----- | ----- | ----- | ----- | -------- | ----- | -------- | -------- | ----- |
| 2024      | ヤクルト  | 6     | 1     | 1     | 0     | 0     | 0        | 0        | 0        | 0     | 0     | 0     | 0        | 0     | 0     | 0     | 0     | 0     | 1     | 0        | .000  | .000     | .000     | .000  |
| 通算：1年 | 通算：1年 | 6     | 1     | 1     | 0     | 0     | 0        | 0        | 0        | 0     | 0     | 0     | 0        | 0     | 0     | 0     | 0     | 0     | 1     | 0        | .000  | .000     | .000     | .000  |

- 2024年度シーズン終了時

### 年度別守備成績
| 年 度 | 球 団    | 二塁  | 二塁  | 二塁  | 二塁  | 二塁  | 二塁     | 三塁  | 三塁  | 三塁  | 三塁  | 三塁  | 三塁     |
| 年 度 | 球 団    | 試 合 | 刺 殺 | 補 殺 | 失 策 | 併 殺 | 守 備 率 | 試 合 | 刺 殺 | 補 殺 | 失 策 | 併 殺 | 守 備 率 |
| ----- | -------- | ----- | ----- | ----- | ----- | ----- | -------- | ----- | ----- | ----- | ----- | ----- | -------- |
| 2024  | ヤクルト | 5     | 2     | 4     | 0     | 2     | 1.000    | 1     | 0     | 2     | 0     | 0     | 1.000    |
| 通算  | 通算     | 5     | 2     | 4     | 0     | 2     | 1.000    | 1     | 0     | 2     | 0     | 0     | 1.000    |

- 2024年度シーズン終了時

### 独立リーグでの年度別打撃成績
| 年 度     | 球 団     | 試 合 | 打 席 | 打 数 | 得 点 | 安 打 | 二 塁 打 | 三 塁 打 | 本 塁 打 | 塁 打 | 打 点 | 盗 塁 | 盗 塁 死 | 犠 打 | 犠 飛 | 四 球 | 敬 遠 | 死 球 | 三 振 | 併 殺 打 | 打 率 | 出 塁 率 | 長 打 率 | O P S |
| --------- | --------- | ----- | ----- | ----- | ----- | ----- | -------- | -------- | -------- | ----- | ----- | ----- | -------- | ----- | ----- | ----- | ----- | ----- | ----- | -------- | ----- | -------- | -------- | ----- |
| 2023      | 新潟      | 41    | 166   | 149   | 22    | 50    | 8        | 2        | 4        | 74    | 32    | 7     | 1        | 4     | 3     | 9     | -     | 1     | 31    | 3        | .336  | .370     | .497     | .867  |
| 通算：1年 | 通算：1年 | 41    | 166   | 149   | 22    | 50    | 8        | 2        | 4        | 74    | 32    | 7     | 1        | 4     | 3     | 9     | -     | 1     | 31    | 3        | .336  | .370     | .497     | .867  |

### 記録

#### NPB
初記録
- 初出場：2024年5月11日、対読売ジャイアンツ7回戦（明治神宮野球場）、8回表に二塁手として出場
- 初打席：2024年9月11日、対中日ドラゴンズ22回戦（バンテリンドーム ナゴヤ）、9回表に祖父江大輔から空振り三振
- 初安打：2025年4月20日、対読売ジャイアンツ6回戦（明治神宮野球場）、8回裏に中川皓太から右前安打[13]
- 初打点：同上、10回裏に戸田懐生から左越サヨナラ適時打[14]
- 初先発出場：2025年5月10日、対読売ジャイアンツ8回戦（明治神宮野球場）、「8番・遊撃手」で先発出場
- 初盗塁：2025年5月17日、対横浜DeNAベイスターズ6回戦（明治神宮野球場）、8回裏に二盗（投手：宮城滝太、捕手：松尾汐恩）
- 初本塁打：2025年6月5日、対埼玉西武ライオンズ3回戦（ベルーナドーム）、3回表に菅井信也から左越ソロ[19]

### 背番号
- 67（2024年[12] - ）